# Jūrvand
Jūrvand (persiska: جوروند) är en ort i Iran.   Den ligger i provinsen Khuzestan, i den västra delen av landet, 400 km sydväst om huvudstaden Teheran. Jūrvand ligger 618 meter över havet och antalet invånare är 622.
Terrängen runt Jūrvand är varierad.Runt Jūrvand är det ganska tätbefolkat, med 104 invånare per kvadratkilometer. Närmaste större samhälle är Jā Ordū, 13,8 km sydväst om Jūrvand. Omgivningarna runt Jūrvand är i huvudsak ett öppet busklandskap.